# Korrelocking
Korrelocking is een plaats in de regio Wheatbelt in West-Australië.

## Geschiedenis
Ten tijde van de Europese kolonisatie leefden de Balardong Nyungah in de streek. In 1892 werd melding gemaakt van een waterbron van de Aborigines, de 'Korrelocking Well'.
In 1910 werd een spoorweg van Dowerin naar Merredin aangelegd. De overheid bouwde er een spoorwegstation nabij de waterbron. De plaatselijke kolonisten, verenigt in de 'Yuragin Progress Association', vroegen om er een dorp te stichten. In 1911 werd Korrelocking officieel gesticht. Het dorp werd naar de nabijgelegen waterbron vernoemd. De betekenis van de naam is niet bekend.
In 1912 werd een schooltje geopend. In 1913 werd een gemeenschapszaal, de 'Korrelocking Agricultural Hall', gebouwd. Op 25 februari 1954 werd de zaal door een storm vernietigd. In december 1954 opende een nieuwe zaal. Die zaal zou later naar Wyalkatchem worden verhuisd.
Het schooltje werd in 1926 vervangen door een nieuwe school die tot 1946 zou openblijven. In 1927 opende een coöperatieve winkel. In 1931 werd een installatie voor het vervoer van graan in bulk geplaatst. De installatie werd in 1982 afgebroken.

## Beschrijving
Korrelocking maakt deel uit van het lokale bestuursgebied (LGA) Shire of Wyalkatchem, een landbouwdistrict.
In 2021 telde Korrelocking 58 inwoners, tegenover 76 in 2006.

## Bezienswaardigheden
In het natuurreservaat 'Korrelocking Reserve' ligt een door de pioniers gebouwde waterput. In 2012 vond er een 'BioBlitz' plaats waarbij bastaardschorpioenen, Opistophthalmus, pissebedden, valdeurspinnen en duizendpoten werden aangetroffen.

## Transport
Korrelocking ligt 201 kilometer ten oostnoordoosten van de West-Australische hoofdstad Perth, 54 kilometer ten noorden van het langs de Great Eastern Highway liggende Tammin en 20 kilometer ten oostzuidoosten van Wyalkatchem, de hoofdplaats van het lokale bestuursgebied waarvan het deel uitmaakt.
De spoorweg die langs Korrelocking loopt maakt deel uit van het goederenspoorwegnetwerk van Arc Infrastructure.